# Trudy Egender-Wintsch

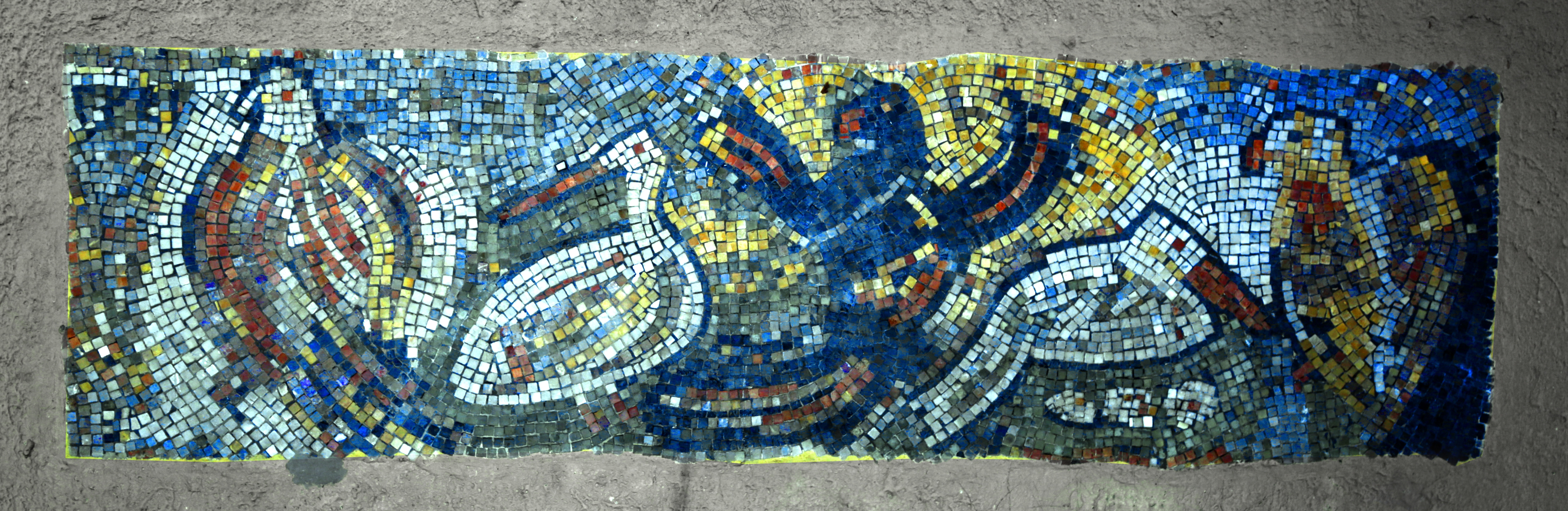
Trudy Egender-Wintsch zugeschriebenes Wandmosaik, Schulhaus/Kindergarten Bruderwies in Zürich Leimbach

Trudy Egender-Wintsch, Taufname Gertrud Ida Wintsch (* 10. Juli 1902 in Zürich; † 24. März 1985 in Meilen), war eine schweizerische bildende Künstlerin. Ihr Werk umfasst Tafel- und Wandmalerei, Illustrationen, Zeichnungen, Lithografien und Radierungen, Glasfenster und Mosaike.

## Leben und Werk

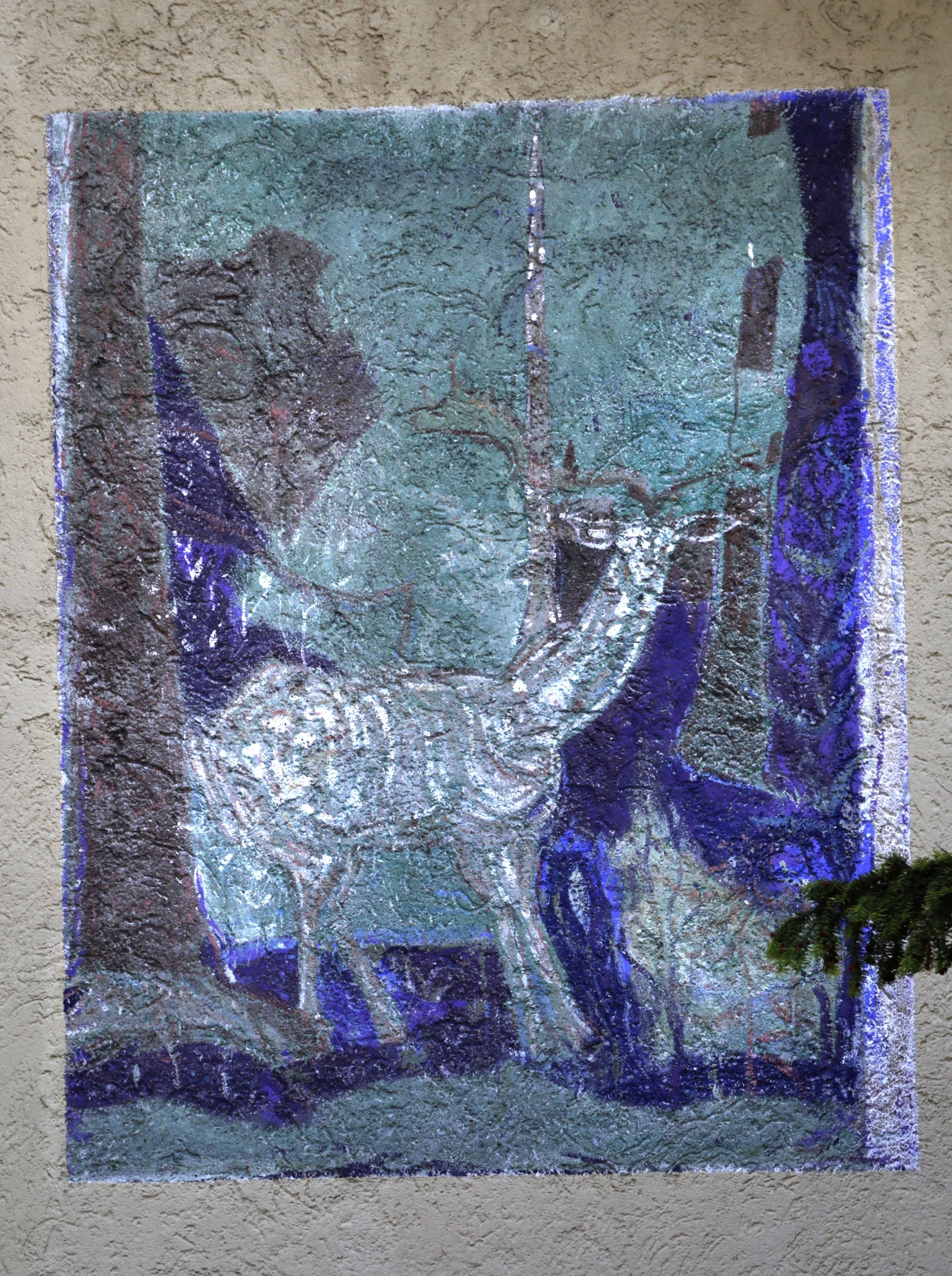
Trudy Egender-Wintsch zugeschriebenes Wandbild, Schulhaus/Kindergarten Bruderwies (Ostseite) in Zürich Leimbach

Trudy Egender-Wintsch war eine Tochter des Victor Eugen Wintsch und der Ida, geborene Müller. 1930 heiratete sie Karl Egender. Egender-Wintsch war eine Schülerin von Willy Fries und wurde in ihrem Entschluss, eine künstlerische Laufbahn einzuschlagen, von Hans Arp und Sophie Taeuber-Arp bestärkt. Bevor sie sich in Ascona niederliess, führten sie Studienreisen vor allem nach Florenz.
1937 schrieb Trudy Egender-Wintsch das Buch Kleine Reise ins Elsass, das sie mit eigenen Illustrationen versah.  1939 nahm sie an der Landesausstellung in Zürich teil. 1953 war sie Mitbegründerin der Künstlerinnengruppe «Graphica» und stellte ihre Werke mit der Gruppe in Wien, Graz und Kaiserslautern aus.
Für die Schweizerische Ausstellung für Frauenarbeit (SAFFA) 1958 schuf sie das Wandbild «Städtebild». Zudem schuf sie für die grossen Modewochen in Zürich verschiedene Wandgemälde. Auch nahm sie an zahlreichen Wettbewerben teil und erhielt Aufträge für Schulhäuser und Kindergärten.
Ihre Werke zeigte Trudy Egender-Wintsch an nationalen Ausstellungen der GSMBA sowie der Schweizerische Gesellschaft Bildender Künstlerinnen sowie in Ausstellungen des Schweizerischen Kunstvereins, z. B. im Kunsthaus Luzern, im Kunstmuseum Bern, in der Kunsthalle Bern, in der Schulwarte Bern, im Kunsthaus Zürich und im Helmhaus Zürich. Auch zeigte sie ihre Werke in einigen privaten Galerien.
Trudy Egender-Wintsch illustrierte Edwin Arnets, von Hans Kasser gestaltete Hymnus auf Zürich – das Buch der Stadt (1954) sowie das grosse Schweizer Theaterbuch (1964). In Gottfried Kellers Reihe Spiegel, das Kätzchen schuf sie farbige Pastelle für das Buch Liebenswerte Kostbarkeiten.
Egender-Wintsch war Zentralpräsidentin der Schweizerischen Gesellschaft Bildender Künstlerinnen und wirkte in verschiedenen Kunstjurys mit. Zudem beteiligte sie sich an verschiedenen Kunstaktionen in der Stadt Zürich.